# François Legault
Pour les articles homonymes, voir Legault.
François Legault (/fʁã.swa lə.ɡo/), né le 26 mai 1957 à Montréal (Québec), est un comptable, homme d’affaires et homme politique québécois. Fondateur et chef de la Coalition avenir Québec, il est le 32e premier ministre du Québec depuis le 18 octobre 2018.
Après un début de carrière comme vérificateur chez Ernst & Young, il se tourne vers l'aviation civile. Après un court passage chez Nationair et Québecair, il cofonde en 1987 Air Transat dont il devient le président-directeur général, poste qu'il occupe jusqu'à son départ en 1997.
Le 23 septembre 1998, il se lance en politique en acceptant l'offre de Lucien Bouchard qui le nomme ministre de l’Industrie, du Commerce, de la Science et de la Technologie avant même qu'il soit élu député. Deux mois plus tard, il obtient ce statut lorsqu’il est élu député de Rousseau, sous la bannière du Parti québécois lors des élections générales québécoises du 30 novembre 1998. Il occupe ensuite les fonctions de ministre de l'Éducation (1998-2002) puis de ministre de la Santé et des Services sociaux (2002-2003). En 2009, après cinq ans dans l'opposition parlementaire, il démissionne comme député.
En février 2011, il publie avec l'homme d'affaires Charles Sirois le manifeste de la Coalition pour l'avenir du Québec qui, en novembre suivant, se transforme en parti politique, la Coalition avenir Québec (CAQ), dont il devient le chef. Élu député de L’Assomption à l'élection de 2012 sous cette bannière, il est réélu à ce poste en 2014 et 2018. À cette dernière élection, son parti obtient une majorité de députés et il devient ainsi le nouveau premier ministre du Québec.
Son début de mandat est marqué par sa popularité qui dépasse rapidement celle de tous les autres premiers ministres provinciaux du Canada, par l'adoption de la Loi sur la laïcité de l'État et, plus tard, par la gestion de la pandémie de Covid-19 au Québec. En 2021, il dépose un projet de loi inscrivant unilatéralement dans la constitution canadienne le fait que le Québec forme une nation et que cette nation est francophone, au sein de plusieurs autres changements légaux visant à renforcer le français.
François Legault entame un nouveau mandat de premier ministre en octobre 2022 après la victoire de la CAQ aux élections générales de 2022. Ce deuxième mandat est marqué par la fin de la pandémie et par une baisse de popularité dû à des décisions controversées.
Le 3 avril 2024, il est nommé personnalité la plus influente du Québec par le magazine L'Actualité.

## Biographie

### Généalogie
L'ancêtre patronymique de François Legault, le Français Noël Legault dit Deslauriers (1674-1747), arrive en Nouvelle-France en 1695 et serait originaire du village de Lavadur, commune d'Irvillac, en Bretagne, dans l'actuel département du Finistère. Il arrive en Nouvelle-France comme militaire dans le régiment de François Le Verrier de Rousson, mousquetaire du roi. À Montréal, Noël Legault épouse Marie Benard (Besnard) (1678-1760) le 18 novembre 1698 et François Legault figure donc dans leur descendance directe.

### Jeunesse et études
Aîné d'une famille de trois enfants, François Legault est le fils de Lucien Legault, maître de poste, et de Pauline Schetagne, dont le mariage est célébré le 11 août 1956 par le chanoine Lionel Groulx, un parent de cette dernière. Il naît à l'Hôpital de Lachine et grandit à Sainte-Anne-de-Bellevue. Il fait ses études primaires et secondaires à l'école Saint-Georges, puis collégiales au Collège Marguerite-Bourgeoys. Ayant complété un baccalauréat en administration des affaires à l'École des hautes études commerciales de Montréal en 1978, il a reçu une maîtrise en administration des affaires en 1984 et est devenu comptable agréé. Il lui est décerné en 2000 le titre de fellow de l'Ordre des comptables agréés (FCA) pour son implication pour la profession et pour l’avancement de la société.

### Carrière précédant la vie politique
Legault est au départ un administrateur de Provigo et un vérificateur chez Ernst & Young. À 29 ans, après un bref passage chez Nationair, il entre chez Québecair. Peu de temps après, le gouvernement du Québec annonce la privatisation de la compagnie. Avec trois associés et un groupe de pilotes de Québecair qui avaient mené la bataille des Gens de l’air pour protéger l’utilisation du français dans les conversations avec les tours de contrôle, il lance en 1986 Air Transat, qui deviendra en quelques années la plus grande compagnie aérienne de vols nolisés au Canada. Il est le vice-président des finances de cette entreprise jusqu'en 1997, avec un chiffre d'affaires de 1,3 milliard et 4 000 employés. Il quitte l'entreprise en vendant ses parts sans avertir ses associés, « ce qui a mis Air Transat en grave difficulté financière ».

### Parcours politique

#### Ministre des gouvernements Bouchard et Landry

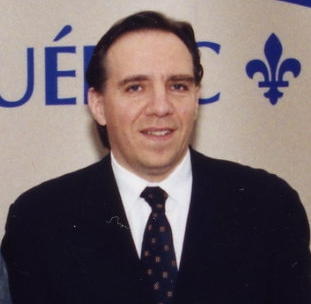
François Legault en 2000.

Il devient le ministre de l'Industrie, du Commerce, de la Science et de la Technologie avant même d'être élu député de la circonscription de Rousseau à l'élection générale québécoise de 1998. Il remporte sa première élection avec 55,35 % du vote, une majorité de plus de 8 500 sur son adversaire du Parti libéral du Québec.
Lucien Bouchard le nomme alors au ministère de l'Éducation et comme vice-président du Conseil du Trésor.
Le 30 janvier 2002, il devient le ministre de la Santé. Ses mandats ministériels favorisent les plans de performance pour les institutions d'éducation et de santé et le lancement des premiers groupes de médecine familiale (GMF).
Réélu à l'élection québécoise de 2003, il devient le porte-parole de l'opposition officielle (Québec) pour les finances et le développement économique. À ce titre, il est l'auteur d'un budget du Québec souverain qui tente de prouver que la souveraineté du Québec est économiquement rentable. Il est aussi l’un des plus critiques d’Ottawa dans le dossier du déséquilibre fiscal.

#### Opposition officielle
Il est pressenti comme un favori pour succéder à Bernard Landry lors de la course à la direction du Parti québécois de 2005, mais il ne se présente pas pour consacrer plus de temps à sa famille. L'organisation qu'il bâtit pendant un an avant le départ de Landry se divise surtout entre les candidats André Boisclair et Richard Legendre, que Legault appuie. Cependant, Legault donne également de l'argent à la campagne d'André Boisclair.
Lors de son arrivée au caucus estival du Parti québécois de 2008, Legault déclare que les gens ne sont pas prêts à se faire proposer des projets collectifs et qu'il serait préférable de ne pas proposer de faire l'indépendance lors de la prochaine campagne électorale, parler de santé ou d'économie serait plus approprié. Malgré un malaise évident, ses collègues ne contesteront pas publiquement sa lecture de l'actualité. Le lendemain, Legault explique sa position au caucus. Pauline Marois exprime son désaccord et considère que le projet de souveraineté doit être à l'ordre du jour le plus rapidement possible.
Le 24 juin 2009, Radio-Canada affirme que Legault annoncera officiellement qu'il quitte la politique, ne voulant pas continuer à travailler dans l'opposition.

#### Nouveau projet politique
Il refait parler de lui en 2010-2011 alors qu'il tâte l'opinion publique au sujet d'une Coalition pour l'avenir du Québec (CAQ). Lui et l'homme d'affaires Charles Sirois publient le manifeste de la Coalition pour l'avenir du Québec. Ce mouvement vise à amener des propositions aux partis politiques en place et à fonder, si nécessaire, un parti politique. Le manifeste est signé par dix autres personnalités québécoises : Bruno-Marie Béchard Marinier, Lionel Carmant, Jean Lamarre, Sylvie Lemaire, Michel Lemay, Chantal Longpré, Marie-Eve Proulx, Stéphanie Raymond-Bougie, Annie Samson et Jean-François Simard.

#### Chef de parti de la Coalition pour l'avenir du Québec
La Coalition pour l'avenir du Québec (CAQ) change de nom et devient officiellement un parti politique le 14 novembre 2011. En raison du redécoupage des circonscriptions de la carte électorale, il annonce son intention de se présenter dans la circonscription de L'Assomption. Le parti est officiellement enregistré sous le nom « Coalition Avenir Québec » et est renommé « Coalition avenir Québec – L'équipe François Legault » le 28 juin 2012. Lors des élections générales du 4 septembre 2012, il remporte sa circonscription électorale avec 42,21 % des votes exprimés avec une majorité de plus de 1 000 votes sur la candidate du Parti québécois, Lizabel Nitoi,. La Coalition avenir Québec obtient à l'échelle provinciale 1 180 235 voix, soit plus de 27 % des suffrages exprimés. Elle devient ainsi officiellement le troisième parti politique québécois, derrière le Parti québécois et le Parti libéral du Québec.
À l’occasion des élections générales du 7 avril 2014, le Parti québécois dépêche Pierre Paquette, ancien député et chef parlementaire du Bloc québécois, pour l’affronter dans L'Assomption. François Legault améliore son résultat de 2012 en remportant 49,38 % des votes exprimés avec une majorité très confortable de plus de 7 000 votes. Néanmoins, la CAQ enregistre un recul net de son score par rapport à celui de 2012. Elle récolte seulement un total de 975 607 voix, soit environ 23 % des suffrages exprimés. François Legault choisit néanmoins de continuer son combat politique. Il se maintient à la tête de la CAQ et remplit le rôle de chef du deuxième groupe d'opposition officielle à l'Assemblée nationale. Il constitue une voix forte de contestation du pouvoir libéral en place, conduit par le premier ministre Philippe Couillard.
Lors de la campagne pour les élections québécoises du 1er octobre 2018, il adopte un discours nationaliste, axé sur la défense des valeurs québécoises, proposant notamment une réduction de 20 % de l'immigration au Québec et l'imposition d'un test de valeurs et de français aux immigrants afin d'attester leur bonne intégration à la société québécoise. Il refuse toujours de défendre l'indépendance du Québec, mais rejette également le fédéralisme, proposant une « troisième voie ». Sur les questions économiques, il revendique une approche « business », promet des baisses d'impôts, le maintien de l’équilibre budgétaire, ou encore de réduire le nombre de fonctionnaires. Il s'engage également à réformer le mode de scrutin électoral afin de réduire la distorsion entre le pourcentage des votes obtenus par un parti et le nombre de sièges remportés à l'Assemblée nationale. La CAQ signe alors une entente transpartisane avec le Parti québécois et Québec solidaire, prévoyant l'instauration d’un mode de scrutin mixte avec compensation régionale. Legault affirme alors que l'élection de 2018 serait « la dernière sous ce mode de scrutin » et assure qu'il ne fera pas comme Justin Trudeau, qui avait abandonné une promesse similaire au niveau fédéral.
Certains voient dans son profil un caractère davantage pragmatique qu'idéologique. Au soir de l'élection, la CAQ obtient la majorité absolue, passant de 21 sièges dans la législature précédente à 74 (sur un total de 125 députés). Dans sa circonscription de l'Assomption, François Legault rassemble plus de 57 % des voix.

#### Premier ministre du Québec

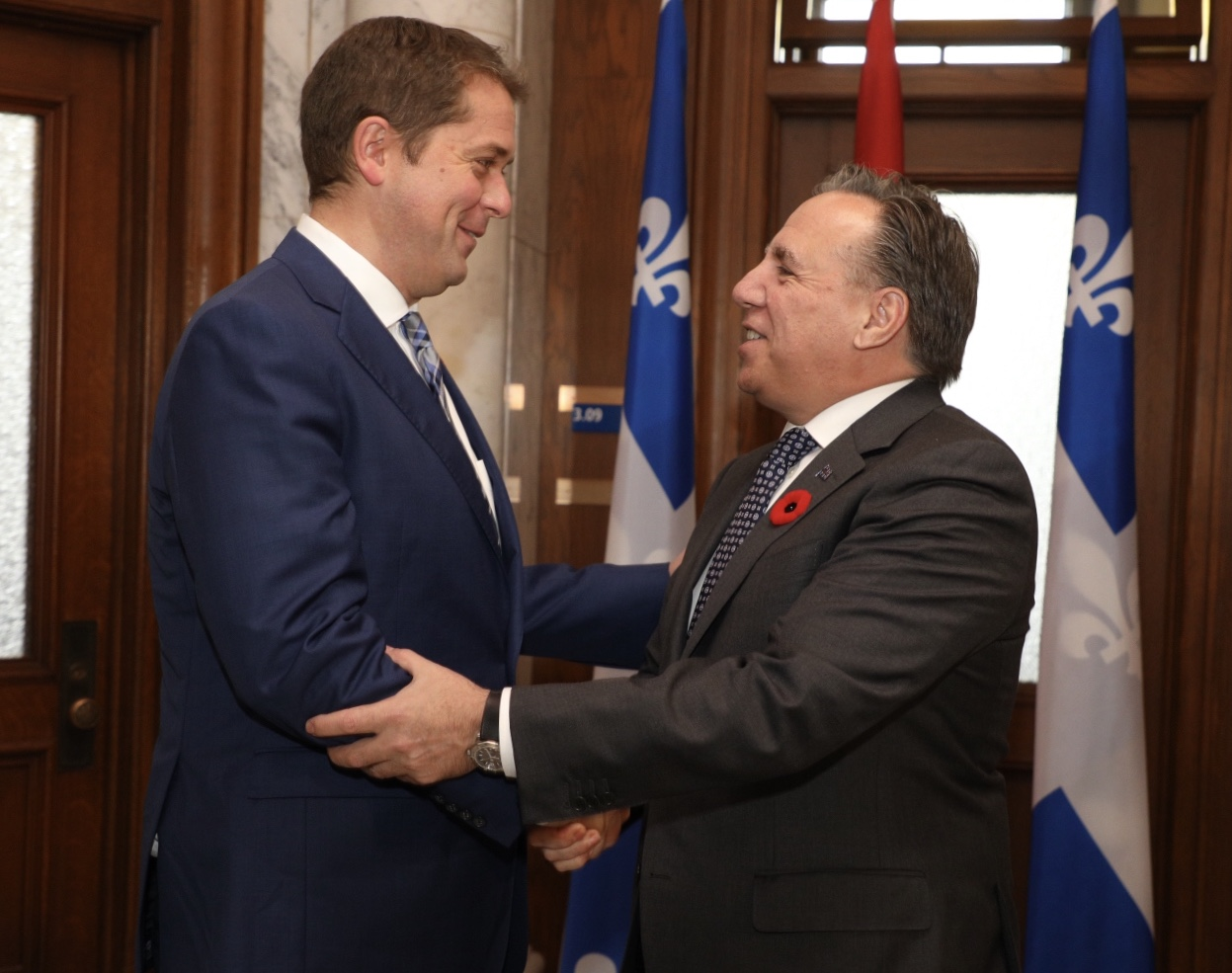
Le premier ministre québécois François Legault avec le chef conservateur canadien Andrew Scheer, fin 2018.

François Legault est ainsi en mesure de former et conduire un gouvernement majoritaire,. Il succède au libéral Philippe Couillard, premier ministre depuis 2014, dont le parti perd 36 sièges. Ce résultat déjoue la plupart des prévisions des commentateurs et des observateurs politiques. Au lendemain de sa victoire, François Legault fixe comme priorité de son action gouvernementale la remise de « l'argent dans le portefeuille des Québécois ». Il déclare également vouloir réformer l'éducation afin de repérer les difficultés d'apprentissage dès le plus jeune âge, faciliter l'accès aux médecins de famille, réduire le nombre d'immigrants afin de mieux les intégrer au Québec et réformer le mode de scrutin électoral pour adopter le système proportionnel.
Il devient le 32e premier ministre du Québec, le 18 octobre 2018 lors de son assermentation par le lieutenant-gouverneur Michel Doyon et présente son cabinet ministériel. En décembre, la CAQ dépose son projet de loi pour hausser l'âge légal de consommation du cannabis.
Le 21 janvier 2019, alors qu’il amorçait sa première visite officielle en France, le premier ministre du Québec a déclaré que, même s’il avait l’intention de réduire les quotas d’immigration, il souhaitait attirer encore plus d’immigrants français au Québec : « Actuellement, il y a beaucoup trop d’immigrants au Québec qui ne sont pas qualifiés ou qui ne parlent pas français, dit le premier ministre. Donc, des Français, on en prendrait plus. De même que des Européens. »
Le 28 mars 2019, il présente son projet de loi 21 sur la laïcité de l'État, loi adoptée en juin 2019.
Son début de mandat est marqué par une haute popularité, allant même jusqu'à être le premier ministre provincial le plus populaire au pays,.
En septembre 2019, le gouvernement dépose le projet de loi 39, qui prévoit la mise en place d'un mode de scrutin mixte combinant des députés élus selon le système majoritaire actuel et des députés régionaux attribués en fonction du vote populaire. Le projet de loi précise toutefois que ce changement devra être soumis à un référendum, prévu lors des élections générales de 2022,. Dans son discours d'ouverture à l'Assemblée nationale, il réaffirme sa volonté d'abandonner le mode de scrutin majoritaire uninominal à un tour et d'adopter un modèle plus représentatif du vote populaire.
En début d'année 2020, il affirme que la consigne sera élargie à compter de l'automne 2022.
En mars 2020, son gouvernement doit affronter la pandémie de Covid-19 qui touche le Québec. Une série de mesures sont mises en place pour diminuer la propagation de ce virus. Il est entouré, notamment, du directeur national de la Santé publique du Québec, le docteur Horacio Arruda, ainsi que de la ministre de la Santé et des Services sociaux, Danielle McCann. Un passeport vaccinal est mis en place en 2021 pour accéder notamment aux salles de spectacle, bars et restaurants, casinos, conférences, lieux de culte ou encore les installations sportives. Déclarant « comprendre la colère » envers les non-vaccinés, le premier ministre propose de durcir le dispositif pour 2022 notamment en l'imposant à l'entrée des établissements de la Société des alcools et de la Société du cannabis,. Il souhaite également instaurer une taxe dont devront s'acquitter les personnes non vaccinées. Le gouvernement essuie des critiques début 2022 en raison de retards dans la troisième dose de vaccin, de la pénurie de tests PCR, du manque de masques chirurgicaux et de personnels soignants et de décisions contradictoires dans la gestion de la pandémie.
Le 28 septembre 2020, une controverse est survenue alors que François Legault a refusé de reconnaître le caractère systémique du racisme au Québec, en dépit des demandes répétées de la gauche et de certaines parties de la société civile après le décès de Joyce Echaquan. Sa position, bien que controversée, est partagée par une majorité de la population, qui ne considère qu'à la hauteur de 32 % que l'affaire représente la preuve de l'existence du racisme systémique.
En avril 2021, la ministre responsable de la réforme sur le mode de scrutin, Sonia LeBel, annonce que le référendum ne pourra pas être organisé à temps pour l'élection de 2022, en raison du retard pris dans l'étude du projet de loi et des délais requis pour sa mise en œuvre. Le gouvernement assure néanmoins à ce moment-là qu'il ne renonce pas à la réforme.
En décembre 2021, François Legault annonce finalement qu'il met fin au projet de réforme sur le mode de scrutin et que son gouvernement ne rappellera pas le projet de loi 39. Il exclut également cet engagement de la plateforme électorale de la CAQ pour l'élection de 2022. Il justifie ce revirement en affirmant que la réforme ne constitue pas une priorité pour les Québécois et que le contexte pandémique impose d'autres préoccupations. Cette volte-face suscite des critiques, notamment de la part de Jean-Pierre Charbonneau, ancien ministre péquiste et président du Mouvement démocratie nouvelle, qui l'accuse d'avoir renié un engagement fondamental et d'agir par intérêt partisan. Lors d'un débat télévisé en septembre 2022, François Legault défend sa décision en affirmant que la réforme du mode de scrutin « n'intéresse pas la population, à part quelques intellectuels ». Cette déclaration est contredite par un sondage Léger réalisé après l'élection de 2022, indiquant que 53 % des Québécois souhaitent une réforme du mode de scrutin et que même une partie des électeurs de la CAQ y sont favorables. Ce revirement marque ainsi un des engagements majeurs abandonnés par son gouvernement.
En 2021, il dépose le projet de loi 96, inscrivant unilatéralement dans la constitution canadienne : le fait que le Québec forme une nation et que cette nation est francophone, au sein de plusieurs autres changements légaux visant à renforcer le français.
À l'approche des élections fédérales de 2021, François Legault appelle les Québécois à se détourner du Parti libéral, du Parti vert et du Nouveau Parti démocratique, qu’il accuse d’être centralisateurs, et incite à voter pour le Parti conservateur ou le Bloc québécois, qui entend être le défenseur des intérêts du Québec au niveau fédéral.

##### Politique d'immigration
Au Québec, le leader de la CAQ, François Legault, a lié de manière controversée l'immigration à la "violence" et à "l'extrémisme". Il a également exprimé son inquiétude quant à la menace que représente l'immigration des non-francophones pour la "cohésion nationale" de la province. Malgré les excuses de Legault pour ses commentaires, le débat sur l'immigration a été décrit comme superficiel, focalisé sur les chiffres et des concepts ambigus tels que la capacité d'intégration de la province. Des experts et universitaires offrent des avis variés sur la question. Pierre Fortin, professeur émérite d'économie à l'UQAM, qualifie le chiffre proposé par Blackburn "d'irraisonnable", avertissant qu'il pourrait conduire à un chaos administratif et encourager des attitudes xénophobes et racistes envers les immigrants.D'autre part, Mireille Paquet, professeure de science politique à Université Concordia, remet en question cette théorie, indiquant que la recherche ne fournit pas de réponses définitives et que les réactions négatives contre les immigrants ne sont pas tant dues à leur nombre qu'aux sentiments d'insécurité parmi la population non-immigrante, sentiments qui peuvent être exacerbés par des politiques publiques telles que les coupes dans les services sociaux.
Diverses organisations de défense des droits de l'homme et de soutien aux immigrants ont exprimé leur alarme face aux déclarations faites par des membres du gouvernement de la Coalition Avenir Québec, les accusant de contribuer à un climat d'anxiété en attribuant la crise des services publics aux immigrants. Cette situation a été comparée par certains critiques à une "tendance extrêmement préoccupante de populisme xénophobe" observée en Europe et dans d'autres parties du monde. France-Isabelle Langlois, directrice d'Amnesty International Canada, a exprimé son indignation, en particulier face aux commentaires faits par le ministre de la Langue française, Jean-François Roberge, qui a affirmé que l'"identité québécoise" est menacée par les immigrants, ce qui a été interprété comme un discours incitant à la haine et à la xénophobie.

##### Politique de quotas du gouvernement François Legault
L'aspect le plus critique de cette situation est le nombre limité d'admissions annuelles fixé par le gouvernement de François Legault, environ 10 400, malgré un inventaire de près de 40 000 dossiers en attente. Cette limitation crée un goulot d'étranglement significatif, entraînant un arriéré de dossiers et un grand désarroi parmi les couples affectés.Selon Me Lapointe, le gouvernement provincial, sous l'Accord Canada-Québec spécifiant le rôle de chaque niveau de gouvernement en matière d'immigration, n'a pas l'autorité d'imposer un quota dans la catégorie de réunification familiale. Cependant, en ne traitant que le nombre de cas souhaité par le gouvernement Legault, Ottawa violerait également les termes de cet accord.

#### Deuxième mandat de premier ministre

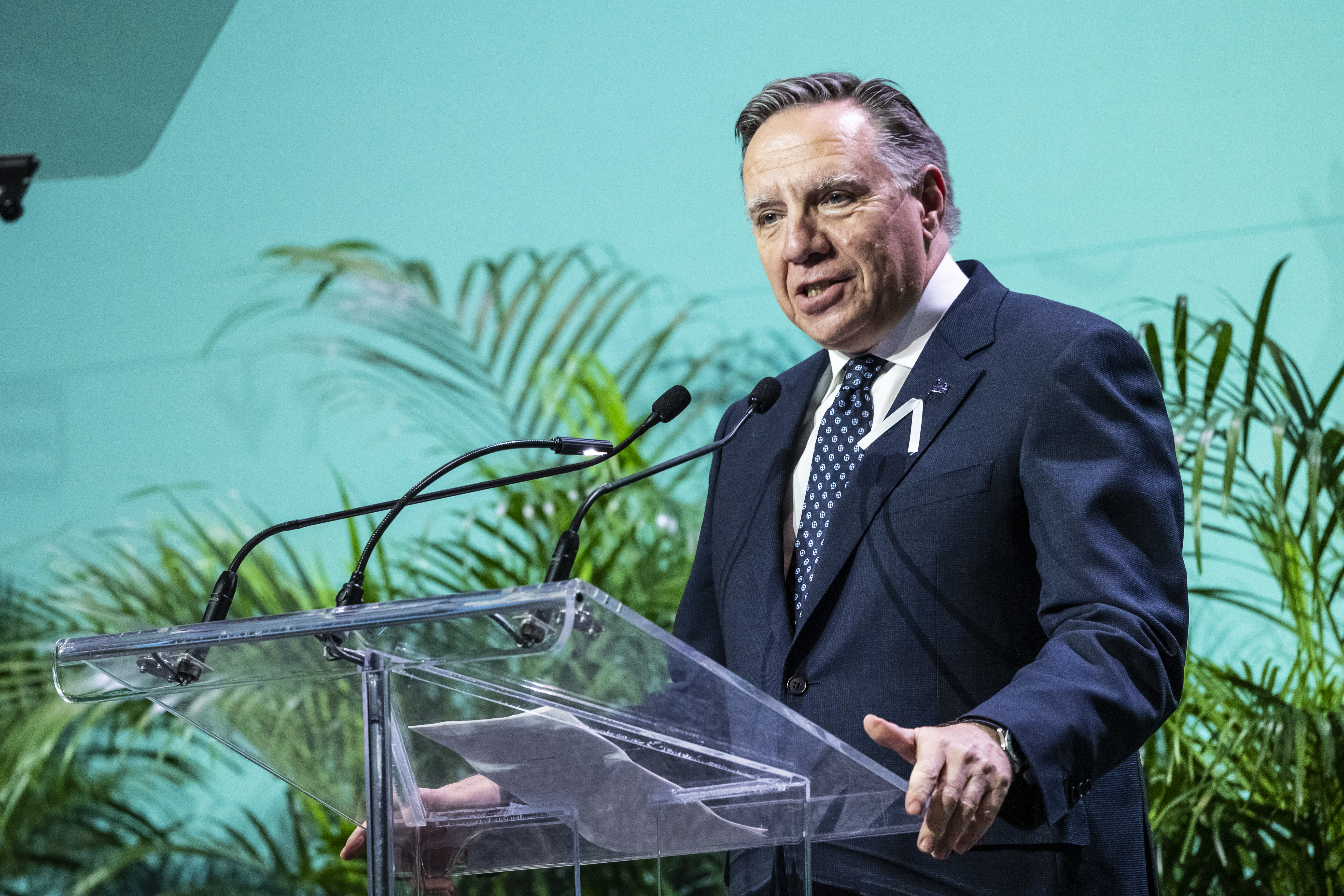
François Legault durant la cérémonie d’ouverture de la COP 15 à Montréal en 2022.

Lors des élections québécoises du 3 octobre 2022, François Legault est réélu à la tête d'un deuxième gouvernement majoritaire composé de 90 députés de la Coalition avenir Québec. Il est facilement réélu dans sa circonscription en obtenant 58,63 % des voix.
En mai 2023, le projet de loi 24 est déposé afin d'augmenter de 30 000 $ le salaire de base des députés de l'Assemblée nationale du Québec, portant leur rémunération annuelle de 101 561 $ à 131 766 $. Cette décision, défendue par le premier ministre comme une nécessité pour assurer un « rattrapage salarial » et attirer des candidats compétents en politique, a suscité une controverse,,.
François Legault justifie cette hausse en affirmant qu'il était normal que les élus puissent maximiser leurs revenus, notamment pour assurer l'avenir de leur famille. Il insiste également sur le fait que la proposition s'appuie sur les recommandations d'un comité indépendant mandaté par le Bureau de l'Assemblée nationale. Cependant, cette explication ne convainc pas l'opposition, qui dénonce un conflit d'intérêts, soulignant que les députés votent eux-mêmes leur propre augmentation de salaire. Québec solidaire et le Parti québécois plaident pour la création d'un comité indépendant ayant un pouvoir décisionnel sur la rémunération des élus, une proposition qui n'est pas retenue par le gouvernement,,.
Face à la contestation grandissante, un sondage Léger révèle que 74 % des Québécois s'opposent à cette augmentation. Malgré cette opposition populaire, François Legault maintient le cap, affirmant que les décisions gouvernementales ne doivent pas être influencées par des sondages et que le rapport indépendant justifie la hausse. Il rejette également l'idée de reporter l'entrée en vigueur de la mesure après les élections de 2026, comme le demandent certains partis d'opposition.
Le projet de loi est finalement adopté en juin 2023 grâce aux votes de la CAQ et du Parti libéral du Québec, tandis que Québec solidaire et le Parti québécois s'y opposent. Cette réforme bénéficie particulièrement à François Legault lui-même, dont le salaire est porté de 208 200 $ à 270 120 $ par an, une augmentation significative justifiée par les responsabilités supplémentaires liées à sa fonction,.
Le Québec connait à partir de novembre 2023 son plus fort conflit social en cinquante ans. Près de 600 000 employés du secteur public, soit près de 15 % de la population active, sont en grève pour revendiquer de meilleurs salaires et conditions de travail, alors que les écoles et hôpitaux de la province subissent un manque de personnel chronique. Ce sont 66 000 professeurs étant membre de la FAE qui sont en grève illimitée sous le mandat du premier ministre. Après quelques mois, rien n'est encore réglé et la table des négociations n'est pas près de permettre la résolution du problème.
Il fait passer en décembre, grâce à la procédure dite « sous bâillon », un projet de réforme la santé, ce qui a été dénoncé par la majorité du secteur.
En 2023, durant les mois d'octobre, novembre et décembre, le gouvernement de François Legault prend plusieurs mesures suscitant des réactions négatives. Parmi elles, la relance du projet controversé du troisième lien, la subvention aux Kings de Los Angeles pour jouer à Québec, et la gestion perçue comme passive des grèves de la Fédération autonome de l'enseignement (FAE). Ces décisions entraînent une baisse significative de la popularité du gouvernement, les appuis chutant de plus de 45 % à 25 %. En réaction à cette diminution de soutien, François Legault déclare que le peuple est « fâché contre lui » et se dit « triste » de voir les appuis diminuer.
En 2024, François Legault fait face à une baisse significative de popularité, en partie due à la gestion controversée de plusieurs grands projets, dont le projet de troisième lien entre Québec et Lévis, et l’usine de batteries Northvolt sur le site Northvolt Six,,. Des retards, des volte-face et un manque de transparence ont suscité du scepticisme parmi la population. De plus, ses propositions sur l’immigration, incluant la mise en place de « zones d’attente » pour les demandeurs d'asile, ont été largement critiquées pour leur caractère populiste,. Ces facteurs ont contribué à une diminution drastique du soutien public.

## Vie personnelle
François Legault rencontre sa femme, Isabelle Brais, en 1990 pour ensuite se marier en 1992. Ils ont deux garçons, Victor et Xavier,,,

## Résultats électoraux

### Résultats électoraux de François Legault
|                                                                                               | Nom                        | Parti            | Nombre de voix | %      | Maj.   |
| --------------------------------------------------------------------------------------------- | -------------------------- | ---------------- | -------------- | ------ | ------ |
|                                                                                               | François Legault (sortant) | Coalition avenir | 18 637         | 58,6 % | 14 084 |
|                                                                                               | Martin Lefebvre            | Québec solidaire | 4 553          | 14,3 % | -      |
|                                                                                               | Catherine Provost          | Parti québécois  | 4 370          | 13,7 % | -      |
|                                                                                               | Ernesto Almeida            | Conservateur     | 2 424          | 7,6 %  | -      |
|                                                                                               | Thomas Ano-Dumas           | Libéral          | 1 806          | 5,7 %  | -      |
| Total                                                                                         | Total                      | Total            | 31 790         | 100 %  |        |
| Le taux de participation lors de l'élection était de 70,7 % et 462 bulletins ont été rejetés. |                            |                  |                |        |        |

|                                                                                               | Nom                              | Parti               | Nombre de voix | %      | Maj.   |
| --------------------------------------------------------------------------------------------- | -------------------------------- | ------------------- | -------------- | ------ | ------ |
|                                                                                               | François Legault (sortant)       | Coalition avenir    | 18 237         | 57 %   | 12 812 |
|                                                                                               | Marie-Claude Brière              | Québec solidaire    | 5 425          | 17 %   | -      |
|                                                                                               | Sylvie Langlois Brouillette      | Parti québécois     | 4 625          | 14,5 % | -      |
|                                                                                               | Virginie Bouchard                | Libéral             | 2 558          | 8 %    | -      |
|                                                                                               | Eve Bellavance                   | Vert                | 596            | 1,9 %  | -      |
|                                                                                               | Sylvie Tougas                    | Citoyens au pouvoir | 363            | 1,1 %  | -      |
|                                                                                               | Charles-Etienne Everitt-Raynault | Conservateur        | 175            | 0,5 %  | -      |
| Total                                                                                         | Total                            | Total               | 31 979         | 100 %  |        |
| Le taux de participation lors de l'élection était de 71,9 % et 575 bulletins ont été rejetés. |                                  |                     |                |        |        |

|                                                                                               | Nom                        | Parti            | Nombre de voix | %      | Maj.  |
| --------------------------------------------------------------------------------------------- | -------------------------- | ---------------- | -------------- | ------ | ----- |
|                                                                                               | François Legault (sortant) | Coalition avenir | 18 719         | 49,4 % | 7 178 |
|                                                                                               | Pierre Paquette            | Parti québécois  | 11 541         | 30,4 % | -     |
|                                                                                               | Jean-Marc Bergevin         | Libéral          | 5 057          | 13,3 % | -     |
|                                                                                               | Sylvain Fournier           | Québec solidaire | 2 198          | 5,8 %  | -     |
|                                                                                               | Gabriel Gauthier           | Option nationale | 226            | 0,6 %  | -     |
|                                                                                               | Charles-Étienne Raynault   | Conservateur     | 169            | 0,4 %  | -     |
| Total                                                                                         | Total                      | Total            | 37 910         | 100 %  |       |
| Le taux de participation lors de l'élection était de 73,4 % et 666 bulletins ont été rejetés. |                            |                  |                |        |       |

|                                                                                               | Nom              | Parti            | Nombre de voix | %      | Maj.  |
| --------------------------------------------------------------------------------------------- | ---------------- | ---------------- | -------------- | ------ | ----- |
|                                                                                               | François Legault | Coalition avenir | 17 166         | 42,2 % | 1 078 |
|                                                                                               | Lizabel Nitoi    | Parti québécois  | 16 088         | 39,6 % | -     |
|                                                                                               | Lise Hébert      | Libéral          | 4 694          | 11,5 % | -     |
|                                                                                               | Sylvain Fournier | Québec solidaire | 1 465          | 3,6 %  | -     |
|                                                                                               | Evelyne Marcil   | Option nationale | 667            | 1,6 %  | -     |
|                                                                                               | Christine Lebel  | Vert             | 588            | 1,4 %  | -     |
| Total                                                                                         | Total            | Total            | 40 668         | 100 %  |       |
| Le taux de participation lors de l'élection était de 80,4 % et 519 bulletins ont été rejetés. |                  |                  |                |        |       |

|                                                                                             | Nom                        | Parti               | Nombre de voix | %      | Maj.   |
| ------------------------------------------------------------------------------------------- | -------------------------- | ------------------- | -------------- | ------ | ------ |
|                                                                                             | François Legault (sortant) | Parti québécois     | 16 513         | 56,8 % | 10 019 |
|                                                                                             | Michel Fafard              | Libéral             | 6 494          | 22,3 % | -      |
|                                                                                             | Jean-Pierre Parrot         | Action démocratique | 4 774          | 16,4 % | -      |
|                                                                                             | François Lépine            | Québec solidaire    | 709            | 2,4 %  | -      |
|                                                                                             | J. Michel Popik            | Vert                | 595            | 2 %    | -      |
| Total                                                                                       | Total                      | Total               | 29 085         | 100 %  |        |
| Le taux de participation lors de l'élection était de 54 % et 461 bulletins ont été rejetés. |                            |                     |                |        |        |

|                                                                                             | Nom                        | Parti               | Nombre de voix | %      | Maj.  |
| ------------------------------------------------------------------------------------------- | -------------------------- | ------------------- | -------------- | ------ | ----- |
|                                                                                             | François Legault (sortant) | Parti québécois     | 14 670         | 41,8 % | 1 410 |
|                                                                                             | Jean-Pierre Parrot         | Action démocratique | 13 260         | 37,8 % | -     |
|                                                                                             | Yves Prud'Homme            | Libéral             | 5 402          | 15,4 % | -     |
|                                                                                             | Richard Chatagneau         | Vert                | 992            | 2,8 %  | -     |
|                                                                                             | Alex Boisdequin-Lefort     | Québec solidaire    | 789            | 2,2 %  | -     |
| Total                                                                                       | Total                      | Total               | 35 113         | 100 %  |       |
| Le taux de participation lors de l'élection était de 69 % et 435 bulletins ont été rejetés. |                            |                     |                |        |       |

|                                                                                             | Nom                        | Parti                 | Nombre de voix | %      | Maj.  |
| ------------------------------------------------------------------------------------------- | -------------------------- | --------------------- | -------------- | ------ | ----- |
|                                                                                             | François Legault (sortant) | Parti québécois       | 14 079         | 47,8 % | 4 952 |
|                                                                                             | Michel F. Brunet           | Libéral               | 9 127          | 31 %   | -     |
|                                                                                             | François Girouard          | Action démocratique   | 5 645          | 19,2 % | -     |
|                                                                                             | Alex Boisdequin-Lefort     | UFP                   | 324            | 1,1 %  | -     |
|                                                                                             | Gérard Gauthier            | Démocratie chrétienne | 249            | 0,8 %  | -     |
| Total                                                                                       | Total                      | Total                 | 29 424         | 100 %  |       |
| Le taux de participation lors de l'élection était de 65 % et 539 bulletins ont été rejetés. |                            |                       |                |        |       |

|                                                                                               | Nom              | Parti                 | Nombre de voix | %      | Maj.  |
| --------------------------------------------------------------------------------------------- | ---------------- | --------------------- | -------------- | ------ | ----- |
|                                                                                               | François Legault | Parti québécois       | 18 076         | 55,4 % | 8 543 |
|                                                                                               | John A. Redmond  | Libéral               | 9 533          | 29,2 % | -     |
|                                                                                               | Clément Lévesque | Action démocratique   | 4 805          | 14,7 % | -     |
|                                                                                               | Francis Martin   | Démocratie socialiste | 243            | 0,7 %  | -     |
| Total                                                                                         | Total            | Total                 | 32 657         | 100 %  |       |
| Le taux de participation lors de l'élection était de 75,9 % et 457 bulletins ont été rejetés. |                  |                       |                |        |       |

### Résultats électoraux de la Coalition avenir Québec sous Legault
| Partis | Partis                       | Chef                           | Candidats | Sièges | Sièges | Voix      | Voix   | Voix  |
| Partis | Partis                       | Chef                           | Candidats | 2008   | Élus   | Nb        | %      | +/-   |
| --- | ---------------------------- | ------------------------------ | --------- | ------ | ------ | --------- | ------ | ----- |
| | Parti québécois              | Pauline Marois                 | 125       | 51     | 54     | 1 393 703 | 31,9 % | -3,2  |
| | Libéral                      | Jean Charest                   | 125       | 66     | 50     | 1 360 968 | 31,2 % | -10,9 |
| | Coalition avenir             | François Legault               | 125       | 0      | 19     | 1 180 235 | 27,1 % | -     |
| | Québec solidaire             | Françoise David et Amir Khadir | 124       | 1      | 2      | 263 111   | 6 %    | +2,3  |
| | Option nationale             | Jean-Martin Aussant            | 120       | 0      | -      | 82 539    | 1,9 %  | -     |
| | Vert                         | Claude Sabourin                | 66        | -      | -      | 43 394    | 1 %    | -1,1  |
| | Conservateur                 | Luc Harvey                     | 27        | -      | -      | 7 654     | 0,2 %  | -     |
| | Coalition constituante       | Marc Fafard                    | 29        | -      | -      | 5 197     | 0,1 %  | -     |
| | Parti nul                    | Renaud Blais                   | 10        | -      | -      | 2 743     | 0,1 %  | -     |
| | Équipe autonomiste           | Guy Boivin                     | 17        | -      | -      | 2 182     | 0,1 %  | -     |
| | Union citoyenne              | Alexis St-Gelais               | 20        | -      | -      | 2 089     | 0 %    | -     |
| | Classe moyenne               | Jean Lavoie                    | 7         | -      | -      | 2 053     | 0 %    | -     |
| | Marxiste-léniniste           | Pierre Chénier                 | 25        | -      | -      | 1 969     | 0 %    | -0    |
| | Parti indépendantiste (2008) | Michel Lepage                  | 10        | -      | -      | 1 244     | 0 %    | -0,1  |
| | Unité nationale              | Paul Biron                     | 12        | -      | -      | 1 227     | 0 %    | -     |
| | Bloc pot                     | Hugô St-Onge                   | 2         | -      | -      | 420       | 0 %    | -     |
| | Révolution démocratique      | Robert Genesse                 | 1         | -      | -      | 256       | 0 %    | -     |
| | Parti équitable              | Yvan Rodrigue                  | 1         | -      | -      | 126       | 0 %    | -     |
| | Indépendant                  | Indépendant                    | 46        | -      | -      | 11 578    | 0,3 %  | +0,1  |
| | Action démocratique          |                                | 0         | 7      | -      | 0         | 0 %    | -     |
| Total | Total                        | Total                          | 892       | 125    | 125    | 4 362 688 | 100 %  |       |
| Le taux de participation lors de l'élection était de 74,6 % et 53 749 bulletins ont été rejetés. Il y avait 5 919 778 personnes inscrites sur la liste électorale pour l'élection. |                              |                                |           |        |        |           |        |       |

| Partis | Partis                       | Chef                                 | Candidats | Sièges | Sièges | Voix      | Voix   | Voix    |
| Partis | Partis                       | Chef                                 | Candidats | 2012   | Élus   | Nb        | %      | +/-     |
| --- | ---------------------------- | ------------------------------------ | --------- | ------ | ------ | --------- | ------ | ------- |
| | Libéral                      | Philippe Couillard                   | 125       | 50     | 70     | 1 757 071 | 41,5 % | +10,3 % |
| | Parti québécois              | Pauline Marois                       | 124       | 54     | 30     | 1 074 120 | 25,4 % | -6,6 %  |
| | Coalition avenir             | François Legault                     | 122       | 19     | 22     | 975 607   | 23,1 % | -4,0 %  |
| | Québec solidaire             | Françoise David et Andrés Fontecilla | 124       | 2      | 3      | 323 124   | 7,6 %  | +1,6 %  |
| | Option nationale             | Sol Zanetti                          | 116       | -      | -      | 30 697    | 0,7 %  | -1,2 %  |
| | Vert                         | Alex Tyrrell                         | 44        | -      | -      | 23 163    | 0,5 %  | -0,4 %  |
| | Conservateur                 | Adrien Pouliot                       | 59        | -      | -      | 16 429    | 0,4 %  | +0,2 %  |
| | Parti nul                    | Renaud Blais                         | 24        | -      | -      | 7 539     | 0,2 %  | +0,1 %  |
| | Bloc pot                     | Hugô St-Onge                         | 14        | -      | -      | 2 690     | 0,1 %  | +0,1%   |
| | Marxiste-léniniste           | Pierre Chénier                       | 24        | -      | -      | 2 016     | 0 %    | +0,0 %  |
| | Parti équitable              | Patricia Domingos                    | 5         | -      | -      | 1 645     | 0 %    | +0,04 % |
| | Parti des sans parti         | Frank Malenfant                      | 5         | -      | -      | 1 291     | 0 %    | -0,1 %  |
| | Mon pays le Québec           | Claude Dupré                         | 6         | -      | -      | 521       | 0 %    | -       |
| | Équipe autonomiste           | Guy Boivin                           | 5         | -      | -      | 400       | 0 %    | -0,04 % |
| | Unité nationale              | Paul Biron                           | 3         | -      | -      | 241       | 0 %    | -0,02 % |
| | Révolution démocratique      | Robert Genesse                       | 1         | -      | -      | 163       | 0 %    | +0,0 %  |
| | Parti indépendantiste (2008) | Michel Lepage                        | 1         | -      | -      | 126       | 0 %    | -0,03 % |
| | Union citoyenne              | Marc-André Lacroix                   | 1         | -      | -      | 58        | 0 %    | -0,05 % |
| | Indépendant                  | Indépendant                          | 10        | -      | -      | 15 361    | 0,4 %  | +0,1 %  |
| Total | Total                        | Total                                | 813       | 125    | 125    | 4 232 262 | 100 %  |         |
| Le taux de participation lors de l'élection était de 71,4 % et 62 793 bulletins ont été rejetés. Il y avait 6 012 440 personnes inscrites sur la liste électorale pour l'élection. |                              |                                      |           |        |        |           |        |         |

| Partis | Partis               | Chef                                 | Candidats | Sièges | Sièges | Voix      | Voix   | Voix  |
| Partis | Partis               | Chef                                 | Candidats | 2014   | Élus   | Nb        | %      | +/-   |
| --- | -------------------- | ------------------------------------ | --------- | ------ | ------ | --------- | ------ | ----- |
| | Coalition avenir     | François Legault                     | 125       | 22     | 74     | 1 509 455 | 37,4 % | +14,3 |
| | Libéral              | Philippe Couillard                   | 125       | 70     | 31     | 1 001 037 | 24,8 % | -16,7 |
| | Parti québécois      | Jean-François Lisée                  | 125       | 30     | 10     | 687 995   | 17,1 % | -8,3  |
| | Québec solidaire     | Manon Massé et Gabriel Nadeau-Dubois | 125       | 3      | 10     | 649 503   | 16,1 % | +8,5  |
| | Vert                 | Alex Tyrrell                         | 97        | -      | -      | 67 870    | 1,7 %  | +1,2  |
| | Conservateur         | Adrien D. Pouliot                    | 101       | -      | -      | 59 055    | 1,5 %  | +1,1  |
| | NPD Québec           | Raphaël Fortin                       | 59        | -      | -      | 22 863    | 0,6 %  | +0,6  |
| | Citoyens au pouvoir  | Stéphane Blais                       | 56        | -      | -      | 13 768    | 0,3 %  | +0,3  |
| | Bloc pot             | Jean-Patrick Berthiaume              | 29        | -      | -      | 4 657     | 0,1 %  | +0,06 |
| | Parti nul            | Renaud Blais                         | 16        | -      | -      | 3 659     | 0,1 %  | -0,09 |
| | Marxiste-léniniste   | Pierre Chénier                       | 25        | -      | -      | 1 708     | 0 %    | -0,01 |
| | Parti libre          | Michel Leclerc                       | 8         | -      | -      | 1 678     | 0 %    | +0,04 |
| | Équipe autonomiste   | Stéphane Pouleur                     | 12        | -      | -      | 1 138     | 0 %    | +0,02 |
| | Parti 51             | Hans Mercier                         | 5         | -      | -      | 1 117     | 0 %    | +0,03 |
| | Changement Intégrité | Eric Emond                           | 7         | -      | -      | 693       | 0 %    | +0,02 |
| | Alliance provinciale | Sébastien Roy                        | 2         | -      | -      | 521       | 0 %    | +0,01 |
| | Voie du peuple       | Marc Alarie                          | 1         | -      | -      | 190       | 0 %    | -     |
| | Parti culinaire      | Jean-Louis Thémistocle               | 1         | -      | -      | 169       | 0 %    | -     |
| | Indépendant          | Indépendant                          | 21        | -      | -      | 6 462     | 0,2 %  | -0,2  |
| Total | Total                | Total                                | 940       | 125    | 125    | 4 033 538 | 100 %  |       |
| Le taux de participation lors de l'élection était de 66,4 % et 66 085 bulletins ont été rejetés. Il y avait 6 169 772 personnes inscrites sur la liste électorale pour l'élection. |                      |                                      |           |        |        |           |        |       |